# Abadia de Sant Marçal de Llemotges
L'abadia de Sant Marçal del Llemotges fou un establiment religiós del Llenguadoc, fundat el segle ix. Va existir com a tal fins a revolució (1789) i l'edifici del monestir principal fou demolit a l'inici del segle xix excepte la cripta del segle x (redescoberta el 1960) amb la tomba de Sant Marçal, primer bisbe de Llemotges, i la de sant Valeri un llegendari màrtir dels inicis del cristianisme.
Pipí I d'Aquitània al seu retorn al regne després de l'expedició a les terres frontereres del sud de Septimània (827) i de ser cridat a Lió pel seu pare per una nova campanya contra els sarraïns a la mateixa zona (que no es va portar a terme) va anar a l'abadia de Sant Marçal de Llemotges (828). Alli va trobar a l'abat Willafred de Montoliu (de la diocesi de Carcassona) que li va demanar confirmar la fundació del seu monestir; Pipí hi va accedir. El mateix va fer amb Lleoní, abat del monestir de Sant Hilari.